# Phường 15, Gò Vấp
Phường 15 là một phường thuộc quận Gò Vấp, Thành phố Hồ Chí Minh, Việt Nam.
Phường 15 có diện tích 1,43 km², dân số năm 2021 là 29.747 người,  mật độ dân số đạt 20.802 người/km².